# Gibson Amphitheatre
Universal Amphitheatre, позже переименованный в Gibson Amphitheatre — крытый амфитеатр, располагавшийся в Лос-Анджелесе, штат Калифорния. Первоначально он представлял собой площадку под открытым небом, открытую летом 1972 года для постановки рок-оперы «Иисус Христос — суперзвезда». В 1982 году реконструирован и превращён в закрытое помещение для улучшения акустики. Амфитеатр был снесён 6 сентября 2013 года, освободив место для тематической площадки «Волшебный мир Гарри Поттера» в голливудском парке аттракционов Universal Studios.

## История
Амфитеатр был изначально построен в качестве арены, на которой можно было наблюдать за дневными выступлениями каскадёров в постановках на тему Дикого Запада. Строительство началось в 1969 году. К 1970 году сцена была готова, были построены три старинных фасада. Строительство было полностью завершено в 1971 году. Поскольку ночью площадка пустовала, один из сотрудников предложил использовать арену для проведения рок-концертов. 28 июня 1972 года здесь состоялось первое выступление, постановка бродвейского рок-мюзикла «Иисус Христос — суперзвезда». Шоу пользовалось популярностью и продолжалось до наступления холодов.
На протяжении нескольких лет режим работы сохранялся без изменений: днём проходили трюковые шоу, а вечером арена становилась местом проведения концертов. Театр оказался настолько популярным, что заполнялся почти до отказа. Через год после открытия студия увеличила его вместительность до 5 200 посетителей. В 1980 году здание было закрыто на два года для капитального ремонта. За это время была построена крыша для возможности проведений мероприятий в любое время года, улучшена акустика и увеличено количество посадочных мест до 6 251 сидений. В мае 1993 года  возле входа в театр был построен торгово-развлекательный комплекс Universal CityWalk, чтобы посетители концертов могли купить еду и выпивку.
Театр был известен как Universal Amphiteatre с момента его создания вплоть до начала 2005 года, когда права на именование были приобретены корпорацией Gibson в рамках партнерства между Gibson, Universal и House of Blues. После этого арена была переименована в Gibson Amphiteatre.
6 декабря 2011 года было объявлено о закрытии амфитеатра. На его месте было решено открыть парк развлечений, посвящённый Гарри Поттеру. Последним выступлением на сцене амфитеатра стал концерт Пепе Агилар 6 сентября 2013 года. К моменту закрытия амфитеатр занимал третье место по величине среди заведений среднего размера в Калифорнии, уступая лос-анджелесским Nokia Theatre и Shrine Auditorium. Амфитеатр был снесён 25 сентября 2013 года.